# Lasioglossum chinense
Lasioglossum chinense är en biart som först beskrevs av Dalla Torre 1896.  Lasioglossum chinense ingår i släktet smalbin, och familjen vägbin. Inga underarter finns listade i Catalogue of Life.